# Roberto Mouzo

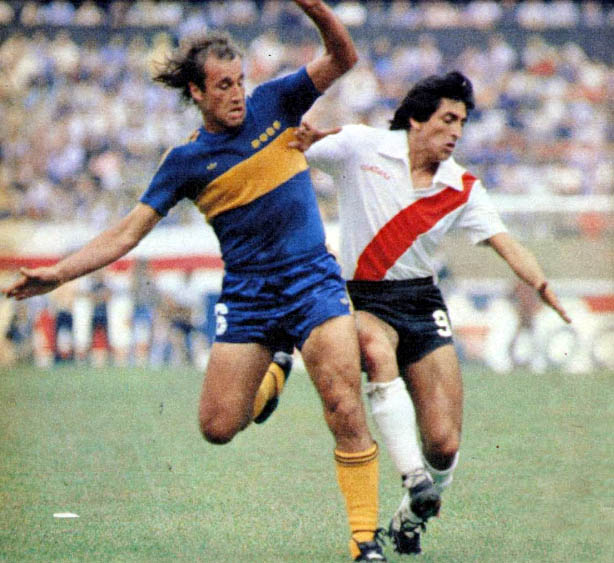
Roberto Mouzo, disputando un balón a Ramón Díaz de River Plate

Roberto Mouzo (Avellaneda, Buenos Aires; 8 de enero de 1953) es un ex futbolista argentino que se desempeñaba en la posición de defensor. Fue internacional con la Selección de fútbol de Argentina en un total de 4 ocasiones.
Surgido de las divisiones inferiores del Club Atlético Boca Juniors, es considerado uno de los grandes ídolos del club «Xeneize». Formó parte de las filas del club durante un total de 13 años, convirtiéndose así en un jugador histórico, al ostentar el prestigioso récord de presencias con la camiseta azul y oro, un total de 426 partidos. De esta manera, sigue siendo el jugador con más partidos en la historia del «Xeneize» hasta el día de hoy.
En su paso por el club logró consagrarse campeón un total de 6 veces, siendo los logros más trascendentes las Copa Libertadores de las ediciones 1977 y 1978. Además de la extinta Copa Intercontinental en el año 1977, la primera que ganase el club, frente al Borussia Mönchengladbach.
Ostenta también un récord compartido con Silvio Marzolini, el de ser el futbolista de Boca Juniors con mayor presencias en el superclásico del fútbol argentino, con 29 presencias cada uno.

## Carrera deportiva
Surgido de las inferiores de Boca Juniors, en 1971 hizo su debut como segundo zaguero central junto a Roberto Rogel; luego jugaría de número 6. En diciembre de 1984, usó por última vez la casaca Azul y Oro, fue en la cancha del Club Huracán, derrotando a Rosario Central, descendiendo el equipo canalla. Fue la pieza fundamental para el equipo histórico dirigido por Juan Carlos Lorenzo hacia fines de los años 70. Mouzo logró estar casi 14 temporadas con los «Xeneizes».
En el campeón de 1981 fue elegido por Diego Maradona como la verdadera figura de aquel equipo. El 11 de diciembre de 1983 superó el récord de Silvio Marzolini en Boca, y de allí en más sigue con esa marca prácticamente imposible de superar de 426 partidos.
Estando en Boca fue el capitán del equipo surgido de las inferiores, el jugador que más partidos tiene en Boca, en 1976 fue nombrado el mejor zaguero de la temporada. Ganó los Campeonatos Metropolitanos de 1976 y 1981, el Campeonato Nacional de 1976, la Copa Libertadores de América de 1977 y 1978 y aunque por una lesión, no disputó la Copa Intercontinental de 1977, también se la adjudican, Desde ahí, empezó una racha de lesiones que lo fue alejando del primer equipo.
En 1985 fue a jugar a Asociación Atlética Estudiantes de Río Cuarto, Córdoba. La noche del miércoles 6 de marzo de 1985 en el estadio de Huracán, enfrentando a Boca Juniors por el Campeonato Nacional 1985, tuvo la responsabilidad de patear un penal, que logró convertir. El partido terminó con derrota 1-7. Tiene pasos fugaces por muchos equipos: en 1985 pasa a Ecuador para jugar en Asociación Deportiva 9 de octubre, en 1986 vuelve a Argentina para jugar en Club Atlético Atlanta y en ese mismo año juega en Deportivo Urdinarrain donde finalizó su carrera como futbolista. En 1990 vuelve a Boca Juniors para trabajar con las inferiores y ser técnico interino de la primera de Boca junto a Francisco Sá. En ese mismo año, para la temporada 1990/91, decide volver al fútbol de manera amateur jugando para Atlético Villa Gesell durante el Torneo Regional. Fueron eliminados en Primera Ronda. Durante estos últimos años siguió ligado a Boca, trabajando para las divisiones inferiores. 

## Selección nacional
Fue convocado a disputar cuatro (4) partidos con la Selección Argentina, uno de los que se tiene registro de su titularidad fue el 20 de noviembre de 1974 ante Chile, partido que terminó 1 - 1.

## Clubes

### Estadísticas
Datos actualizados a fin de carrera deportiva.
| C. A. Boca Juniors Argentina |               |               |     |    |    |     |     |    |
| 1.ª | 1971          | 2             | 0   | -  | -  | 2   | 0   |    |
| 1.ª | 1972          | 30            | 2   | -  | -  | 30  | 2   |    |
| 1.ª | 1973          | 42            | 4   | -  | -  | 42  | 4   |    |
| 1.ª | 1974          | 18            | 2   | -  | -  | 18  | 2   |    |
| 1.ª | 1975          | 37            | 1   | -  | -  | 37  | 1   |    |
| 1.ª | 1976          | 39            | 1   | -  | -  | 39  | 1   |    |
| 1.ª | 1977          | 35            | 6   | 13 | 3  | 48  | 9   |    |
| 1.ª | 1978          | 27            | 5   | 10 | 0  | 37  | 5   |    |
| 1.ª | 1979          | 10            | 0   | 3  | 0  | 13  | 0   |    |
| 1.ª | 1980          | 11            | 0   | -  | -  | 11  | 0   |    |
| 1.ª | 1981          | 48            | 0   | -  | -  | 48  | 0   |    |
| 1.ª | 1982          | 45            | 1   | 4  | 0  | 49  | 1   |    |
| 1.ª | 1983          | 36            | 0   | -  | -  | 36  | 0   |    |
| 1.ª | 1984          | 16            | 0   | -  | -  | 16  | 0   |    |
| Total club | Total club    | 396           | 22  | 30 | 3  | 426 | 25  |    |
| A. A. Estudiantes (RC) Argentina |               |               |     |    |    |     |     |    |
| 1.ª | 1985          | 8             | 1   | -  | -  | 8   | 1   |    |
| Total club | Total club    | 8             | 1   | 0  | 0  | 8   | 1   |    |
| 9 de Octubre F. C. · Ecuador |               |               |     |    |    |     |     |    |
| 1.ª | 1985          | 12            | 0   | 3  | 0  | 15  | 0   |    |
| Total club | Total club    | 12            | 0   | 3  | 0  | 15  | 0   |    |
| C. A. Atlanta Argentina |               |               |     |    |    |     |     |    |
| 2.ª | 1986          | 8             | 0   | -  | -  | 8   | 0   |    |
| Total club | Total club    | 8             | 0   | 0  | 0  | 8   | 0   |    |
| Total carrera | Total carrera | Total carrera | 424 | 23 | 33 | 3   | 457 | 26 |
| (1) Incluye datos de la Copa Libertadores (1977, 1978, 1979, 1982, 1985); Copa Intercontinental (1978); Copa Interamericana (1978). (2) No incluye goles en partidos amistosos. |               |               |     |    |    |     |     |    |

## Palmarés

### Campeonatos nacionales
| Título           | Club         | País      | Año    |
| ---------------- | ------------ | --------- | ------ |
| Primera División | Boca Juniors | Argentina | M-1976 |
| Primera División | Boca Juniors | Argentina | N-1976 |
| Primera División | Boca Juniors | Argentina | M-1981 |

### Campeonatos internacionales
| Título                | Club (*)     | Sede final   | Año  |
| --------------------- | ------------ | ------------ | ---- |
| Copa Libertadores     | Boca Juniors | Montevideo   | 1977 |
| Copa Intercontinental | Boca Juniors | Karlsruhe    | 1977 |
| Copa Libertadores     | Boca Juniors | Buenos Aires | 1978 |

## Distinciones individuales
| Distinción                                                                                          | Año           |
| --------------------------------------------------------------------------------------------------- | ------------- |
| Récord de mayor cantidad de partidos disputados en Boca Juniors (426 partidos)                      | 1983-presente |
| Futbolista de Boca Juniors con mayor cantidad de presencias en el Superclásico del fútbol argentino | 1984-presente |